# 笠原伸介
笠原 伸介（かさはら しんすけ）は、 日本の環境工学・衛生工学者。大阪工業大学工学部環境工学科教授。工学博士（北海道大学）。日本水環境学会関西支部理事。河内長野市上下水道事業経営懇談会会長。八幡市上下水道事業経営懇談会会長。箕面市水道事業及び公共下水道事業運営審議会副会長。元土木学会環境工学委員会委員兼幹事。
専門は、環境工学・衛生工学、循環型社会・リサイクルシステム（特にゼロ・エミッション型水環境プロセス）、サステイナブル工学。

## 略歴
1992年大阪工業大学工学部土木工学科（現在の都市デザイン工学科）卒業。1997年北海道大学大学院工学研究科衛生工学専攻博士課程修了、工学博士（北海道大学）。
1998年大阪工業大学工学部土木工学科に着任し、2006年環境工学科助教授、2017年より同学科教授。
主な所属学会は、日本水環境学会、土木学会、日本水道協会、廃棄物学会など。主な受賞は、日本水道協会有効賞（1999）。

## 主な研究
- 気候変動に伴う水環境変化に適応した新しい浄水施設設計
- 人口減少地域に適した自立分散型水供給システム-（循環型社会システム）
- ゼロ・エミッション・高資源回収（リサイクル）型水処理プロセスの開発
- サステイナブル工学 - 持続可能な水アクセスのあり方研究 〜河内長野市での取り組み[4]
- 水源および送配水経路上での水質安全評価と劣化対策
- 新規凝集剤を用いた水処理施設の高機能化
- 淀川表流水における下水由来成分の評価とその飲料水の衛生適合性

## 主なテクニカルアドバイザー
- 東大阪市上下水道事業経営審議会委員
- 河内長野市上下水道事業経営懇談会委員
- 枚方市上下水道事業経営審議会委員
- 八幡市水道事業経営懇談会委員
- 箕面市水道事業及び公共下水道事業運営審議会委員